# Musée criminel (Rome)
Le musée criminel de Rome (en italien : Museo criminologico) est un musée italien, situé 29 via del Gonfalone. Il est consacré à la criminologie en Italie.

## Histoire
Le musée est situé dans le Palazzo del Gonfalone : il s'agit d'une ancienne prison pour mineurs créée par le pape Léon XII en 1827. Il fait partie de l'administration pénitentiaire italienne.
Il est ouvert en 1931 et fermé en 1968. À l'époque, il était situé au rez-de-chaussée de la prison, via Giulia. En 1975, le musée est transféré dans les prisons du palazzo del Gonfalone, son actuel emplacement. Le musée s'appelle  alors musée du crime et devient le musée criminel. Des preuves d'affaires criminelles sont notamment exposées comme la bassine de Leonarda Cianciulli qui a servi à faire fondre ses victimes pour en faire des savonnettes.

## Source de la traduction
- (it) Cet article est partiellement ou en totalité issu de l’article de Wikipédia en italien intitulé « Museo criminologico MUCRI » (voir la liste des auteurs).